# Marguerite Dubuisson (peintre)
Pour les articles homonymes, voir Dubuisson.
Ne doit pas être confondu avec Marguerite Dubuisson.
Marguerite Jeanne Émilie Dubuisson, née à Lille le 23 novembre 1883 et morte dans la même ville le 28 mars 1967, est une peintre française.

## Biographie
Fille d'Alphonse Dubuisson, élève de Fernand Sabatté, membre du Salon des artistes français, elle y présente cette année-là les toiles Saint-Tropez et Une miséricorde à Saint-Tropez.
En 1923, elle expose à Lille des dessins et aquarelles. À partir de 1933, elle devient enseignante à l’École des Beaux arts de Lille chargée du cours d’arts appliqués pour jeunes filles.